# Exeristis
Exeristis là một chi bướm đêm thuộc họ Crambidae.